# Championnat de Tunisie masculin de volley-ball 1994-1995
Navigation
Saison précédente Saison suivante
Le championnat de Tunisie masculin de volley-ball 1994-1995 est la 40e édition à se tenir depuis 1956. Il est disputé par les douze meilleurs clubs en deux phases : une première phase en deux poules de six clubs chacune en aller et retour et une deuxième de play-off et play-out en aller et retour.
Il est marqué par l'entrée de l'Étoile sportive du Sahel parmi les grands spécialistes de la discipline. Avec le retour de l'entraîneur Mohamed Bahri Trabelsi, artisan de l'accession du club, et le recrutement d'une pléiade de joueurs comme le Nigerian Thomas Aroko, Noureddine Hfaiedh (Aigle sportif d'El Haouaria), Hafedh Ben Abdallah et Slim Chebbi (Union sportive des transports de Sfax), l'équipe de Hichem Ben Romdhan, Makrem Temimi, Sahbi Zayane, Moneim Ben Ali, Hamza Chatbouri, Hatem Bouazra, Wissem Boussetta, Jalel Charfeddine, Fethi Chaouche, Adel Zayane, Yousri Handous et Ahmed Ben Ahmed parvient à cumuler les titres du championnat et de la coupe de Tunisie.
Ses concurrents portent leur intérêt sur les compétitions continentales : le Club africain gagne la coupe arabe des clubs champions alors que l'Espérance sportive de Tunis échoue en coupe d'Afrique des clubs vainqueurs de coupe.
La relégation touche l'Avenir sportif de La Marsa et l'Association sportive des PTT Sfax, qui sont remplacés par Fatah Hammam El Ghezaz et l'Union sportive de Carthage, qui accède pour la première fois en division nationale.

## Division nationale

### Première phase

#### Poule A
| Rang | Équipe                      | Points | Matchs | Victoires | Défaites | Sets pour | Sets contre |
| 1    | Espérance sportive de Tunis | 20     | 10     | 10        | 0        | 30        | 9           |
| 2    | Club olympique de Kélibia   | 17     | 10     | 7         | 3        | 24        | 16          |
| 3    | Club sportif sfaxien        | 16     | 10     | 6         | 4        | 24        | 19          |
| 4    | Saydia Sports               | 15     | 10     | 5         | 5        | 20        | 17          |
| 5    | Club sportif de Hammam Lif  | 12     | 10     | 2         | 8        | 12        | 26          |
| 6    | Tunis Air Club              | 10     | 10     | 0         | 10       | 7         | 30          |

#### Poule B
| Rang | Équipe                                | Points | Matchs | Victoires | Défaites | Sets pour | Sets contre |
| 1    | Étoile sportive du Sahel              | 20     | 10     | 10        | 0        | 30        | 1           |
| 2    | Union sportive des transports de Sfax | 18     | 10     | 8         | 2        | 24        | 9           |
| 3    | Club africain                         | 16     | 10     | 6         | 4        | 21        | 12          |
| 4    | Avenir sportif de La Marsa            | 13     | 10     | 3         | 7        | 11        | 25          |
| 5    | Association sportive des PTT Sfax     | 13     | 10     | 3         | 7        | 10        | 25          |
| 6    | Étoile olympique La Goulette Kram     | 9      | 10     | 0         | 10 (1F)  | 6         | 30          |

### Play-off
| Rang | Équipe                                | Points | Matchs | Victoires | Défaites | Sets pour | Sets contre |
| 1    | Étoile sportive du Sahel              | 19     | 10     | 9         | 1        | 29        | 5           |
| 2    | Espérance sportive de Tunis           | 19     | 10     | 9         | 1        | 27        | 10          |
| 3    | Club olympique de Kélibia             | 15     | 10     | 5         | 5        | 20        | 19          |
| 4    | Club africain                         | 14     | 10     | 4         | 6        | 14        | 24          |
| 5    | Club sportif sfaxien                  | 12     | 10     | 2         | 8        | 14        | 25          |
| 6    | Union sportive des transports de Sfax | 11     | 10     | 1         | 9        | 7         | 28          |

### Play-out
| Rang | Équipe                            | Points | Matchs | Victoires | Défaites | Sets pour | Sets contre |
| 1    | Club sportif de Hammam Lif        | 17     | 10     | 7         | 3        | 22        | 15          |
| 2    | Tunis Air Club                    | 16     | 10     | 6         | 4        | 19        | 17          |
| 3    | Saydia Sports                     | 16     | 10     | 6         | 4        | 23        | 19          |
| 4    | Étoile olympique La Goulette Kram | 15     | 10     | 5         | 5        | 23        | 20          |
| 5    | Avenir sportif de La Marsa        | 15     | 10     | 5         | 5        | 22        | 20          |
| 6    | Association sportive des PTT Sfax | 11     | 10     | 1         | 9        | 11        | 29          |

## Division 2
Onze clubs participent à cette compétition qui permet au Fatah Hammam El Ghezaz et à l'Union sportive de Carthage de réussir à accéder en division nationale.
- 1er : Fatah Hammam El Ghezaz[1]
- 2e : Union sportive de Carthage
- 3e : Étoile sportive de Radès
- 4e : Aigle sportif d'El Haouaria
- 5e : Association sportive des PTT
- 6e : Zitouna Sports
- 7e : Club athlétique bizertin
- 8e : Union sportive de Kélibia
- 9e : Union sportive de Bousalem
- 10e : Étoile sportive de Ghardimaou
- 11e : Medjerdah sportive de Medjez el-Bab
- Non engagés : Union sportive monastirienne et Club sportif de Jendouba